# Radio Maryja
Pour les articles homonymes, voir Radio Maria.
Radio Maryja est une radio conservatrice et catholique polonaise fondée à Toruń, le 9 décembre 1991, par le père Tadeusz Rydzyk.
Cette radio ne figure pas parmi les plus écoutées de Pologne, mais on parle beaucoup d'elle en raison de ses positions. Elle est dirigée par le père Rydzyk.
Le nom de la radio fait référence à Marie de Nazareth, mère de Jésus-Christ.

## Programmes
La grille de programmes de Radio Maryja est rythmée par les prières, les retransmissions de messes et l'actualité de l'Église catholique romaine. Selon l’Agence France-Presse, « le reste des programmes y est très politique, nationaliste, violemment anti-libéral et fréquemment antisémite », ce qui lui vaut des menaces de la part de l'Union européenne. Les programmes sont rediffusés par des stations locales aux États-Unis et au Canada. Les prières y sont omniprésentes.

## Pèlerinage
Chaque année, l'association des auditeurs, Famille Radio Maryja, organise un pèlerinage à Częstochowa. L'édition 2006 a rassemblé 200 000 personnes.

## Structure financière
La radio appartient à l'ordre des Rédemptoristes de Varsovie. Elle dépend des dons des auditeurs, des catholiques et l'association Famille Radio Maryja pour ses frais de fonctionnement. Conformément à un concordat avec le Vatican, Radio Maryja n'a pas à révéler la provenance de ses financements.
Créateur de Radio Maryja, le Père Rydzyk est également à l'origine de la chaîne de télévision catholique Trwam, du journal quotidien Nasz Dziennik (pl), des fondations Nasza Przyszłość, Lux Veritatis et de l'école de journalisme Collège de culture sociale et médiatique de Toruń (pl), établissement dirigé par le Père Rydzyk.
En août 2007, Nasz Dziennik, journal proche de Radio Maryja, a  sous-entendu que Benoît XVI approuvait Rydzyk. Un article décrivait en détail la visite de Rydzyk et de ses partisans au Vatican, où il fut reçu en audience par le pape et lui baisa la main. Le Vatican s'empressa de déclarer : "À propos des demandes de clarification concernant le 'baiser' de Tadeusz Rydzyk... Cela ne signifie aucun changement dans la politique, bien connue, du Saint-Siège sur les relations entre les catholiques et les juifs".
Par ailleurs, le ministère du Développement régional polonais a accordé une subvention de 15 millions d'euros provenant des fonds sutructurels européens à une école de journalisme liée à cette radio.

## Audience
L'audience de Radio Maryja est sujette à controverse. La radio elle-même affirme avoir trois millions d'auditeurs. Mais les études de marché font état d'une audience de 1,2 million de personnes quotidiennement. En 1998, Radio Maryja a atteint son audience maximum avec environ 2 millions d'auditeurs. La radio elle-même affirme attirer 10 % des adultes de Pologne, mais une étude menée par Radio Track en juin et juillet 2005 montre que la part en temps d'écoute est de 2,5 %.
Les fidèles de la radio se recrutent surtout dans les milieux ruraux et âgés, en particulier chez les femmes. Leurs contradicteurs les stigmatisent sous le nom de « moher », du nom du tissu servant à confectionner le couvre-chef que ces femmes âgées ont l'habitude de porter.

## Polémiques
L'influence et les prises de position de Radio Maryja ont suscité la polémique aussi bien au Vatican, au sein de l'Église catholique polonaise que dans les médias internationaux. Catholique, militant des droits de l'homme et ancien président de la Pologne, Lech Wałęsa, a déclaré que « Radio [Maryja] ment si elle se considère comme une radio catholique ». [réf. nécessaire]
Radio Maryja est notamment accusée d'antisémitisme (mal distingué de l'antijudaïsme), de révisionnisme  ou encore de s'être impliquée dans les campagnes électorales en 2005, en soutenant le parti conservateur Droit et justice.
En février 2006, les évêques polonais ont dénoncé l'exclusivité que les trois partis de la majorité parlementaire ont accordée début février à la chaîne de télévision Trwam et à Radio Maryja pour la signature formelle de leur accord de coalition, qui a mis fin à une crise de plusieurs semaines. [réf. nécessaire]
Radio Maryja a soutenu le parti Droit et justice lors des élections présidentielle et législatives. Récemment le père Rydzyk a défrayé la chronique lorsque la presse a dévoilé un enregistrement de l'un de ses cours où le père qualifiait l'ancienne première dame de Pologne, Maria Kaczyńska, moins conservatrice que son mari et son beau-frère, de « sorcière » exhalant « une odeur d'égouts » [réf. nécessaire].

### Sources
- L'Église polonaise s'en prend à une puissante radio catholique ultra-conservatrice, dépêche de l'Agence France-Presse diffusée le 16 février 2006.
- La Pologne veut financer Radio Maryja grâce à l'Europe, La Croix, publié le 30 août 2007.